# هیروه‌پارک

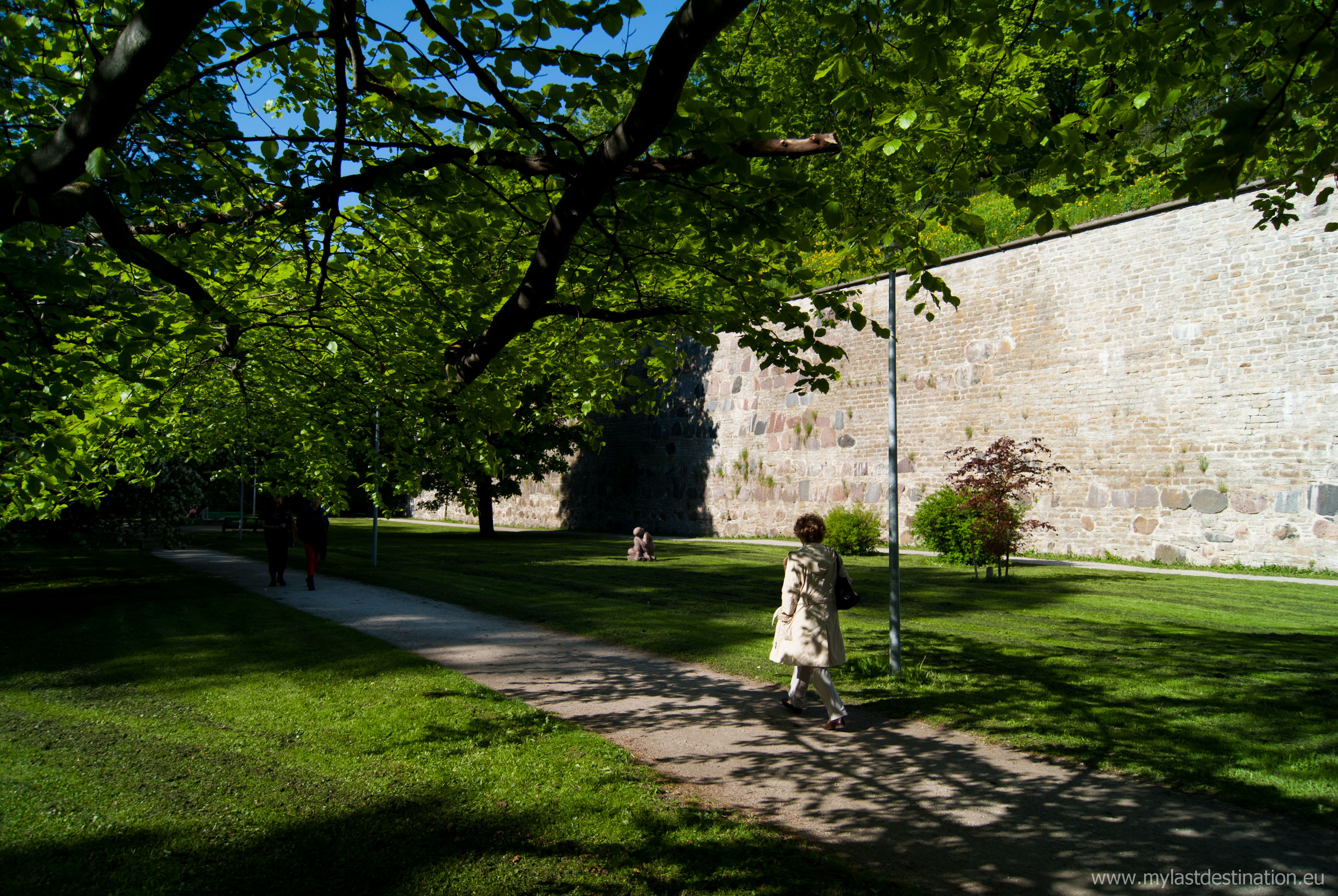
هیروه‌پارک

هیروه‌پارک (به استونیایی: Hirvepark) یک پارک در شهر تالین، استونی است.
این پارک که در ۲۳ اوت ۱۹۸۷ تأسیس شده دارای ۳٫۶ هکتار وسعت است و یکی از متنوع‌ترین گونه‌های درختی را در پارک‌های استونی دارد.

## عکس هایی از این پارک

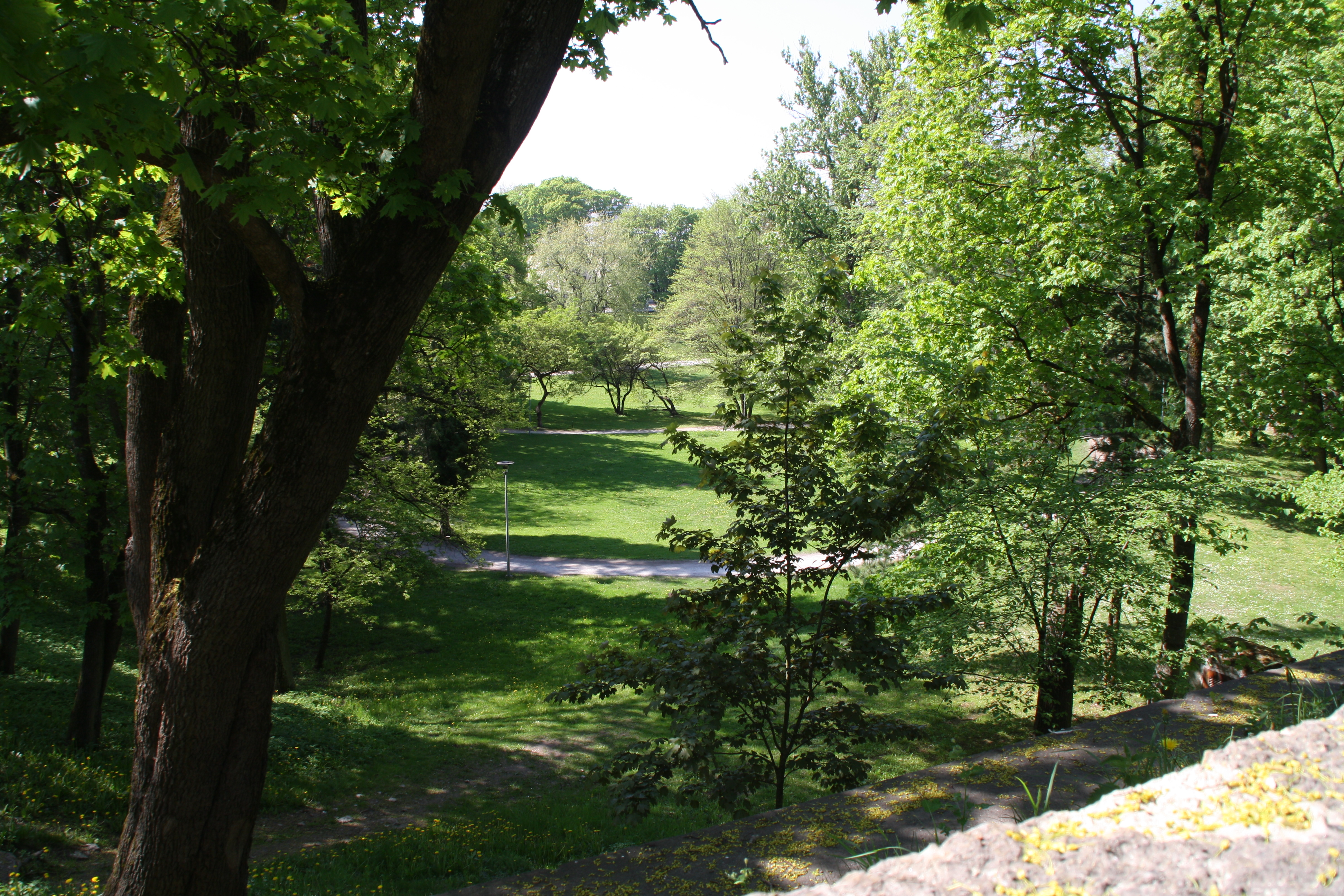
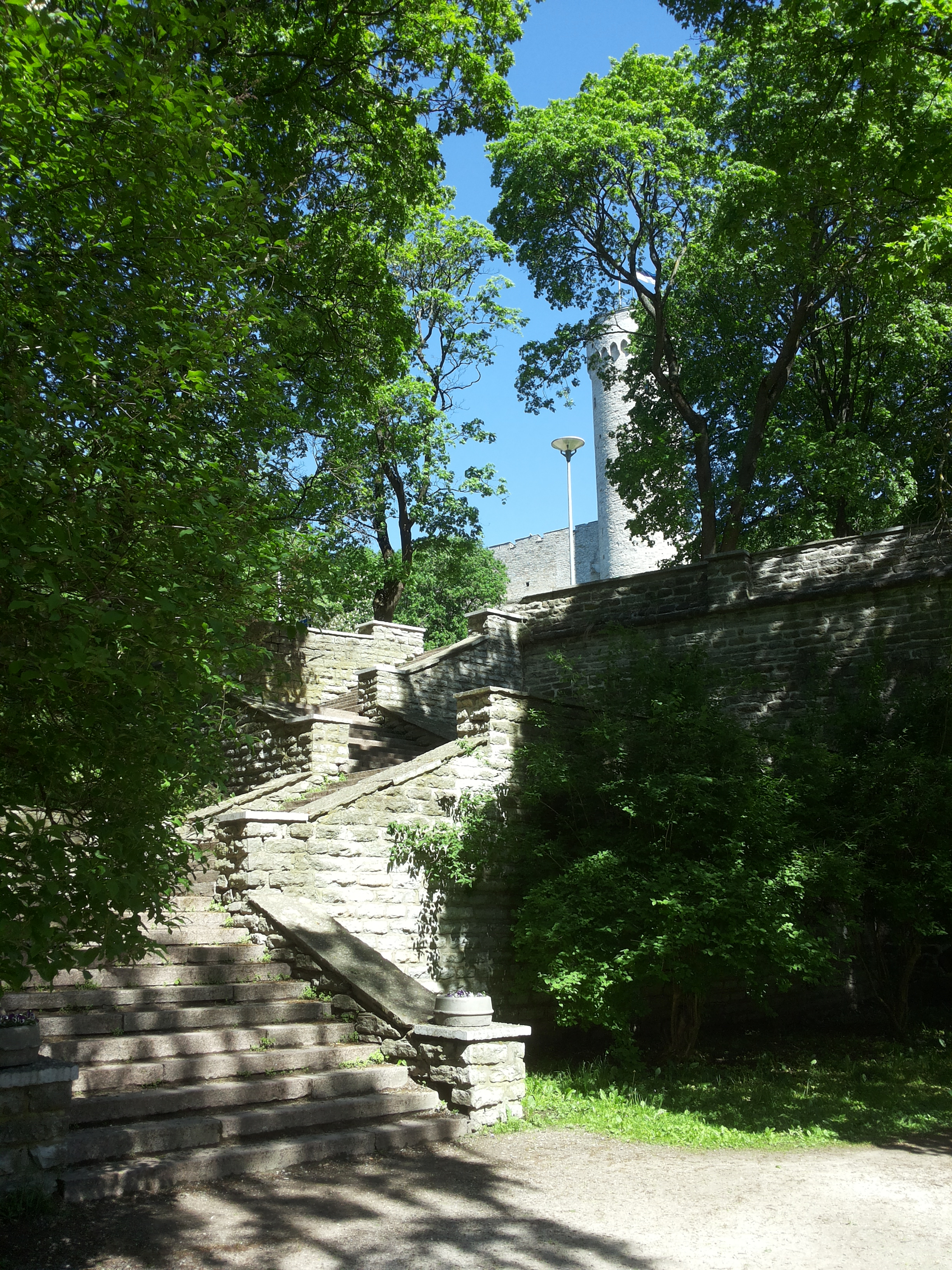
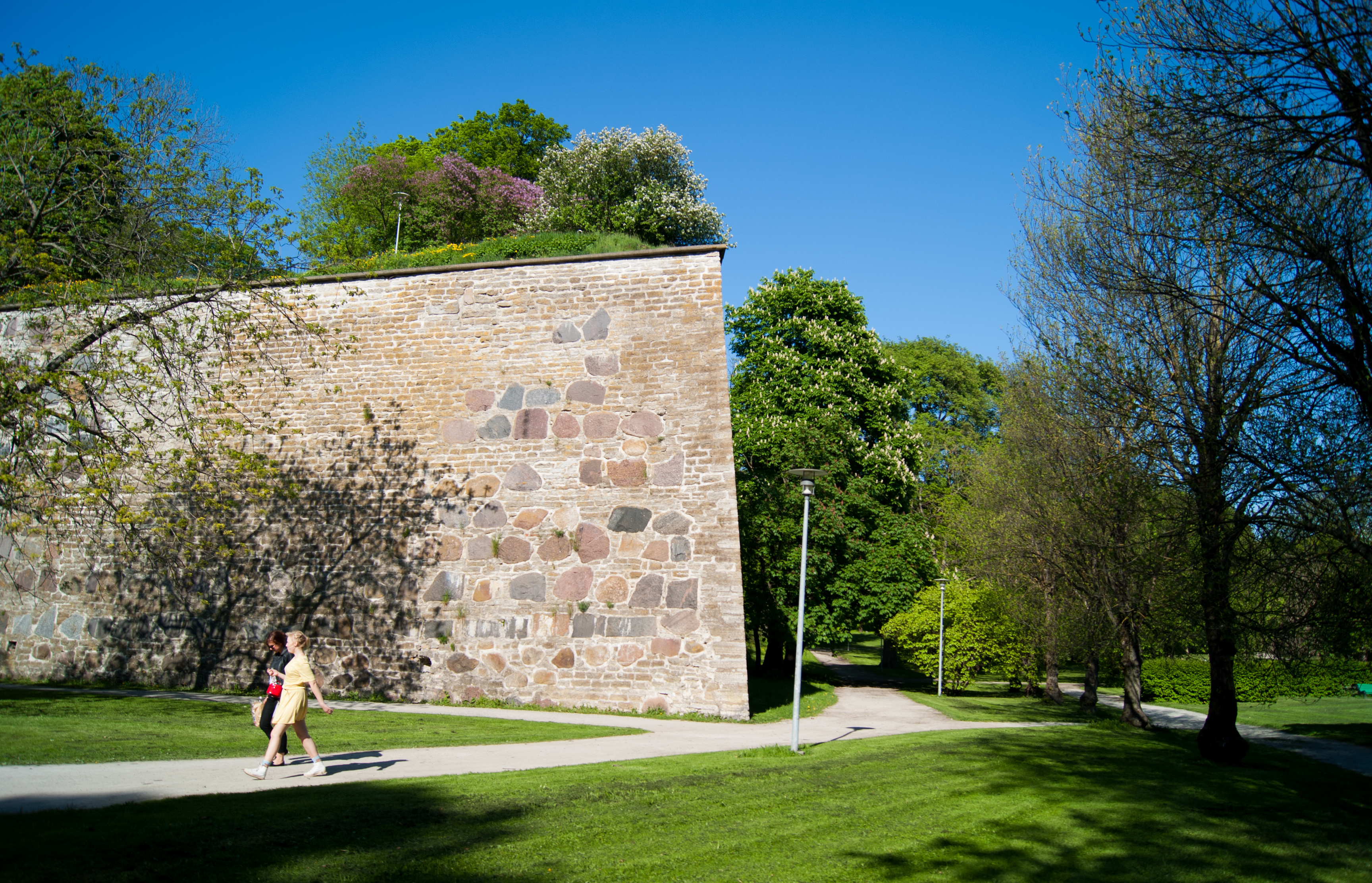
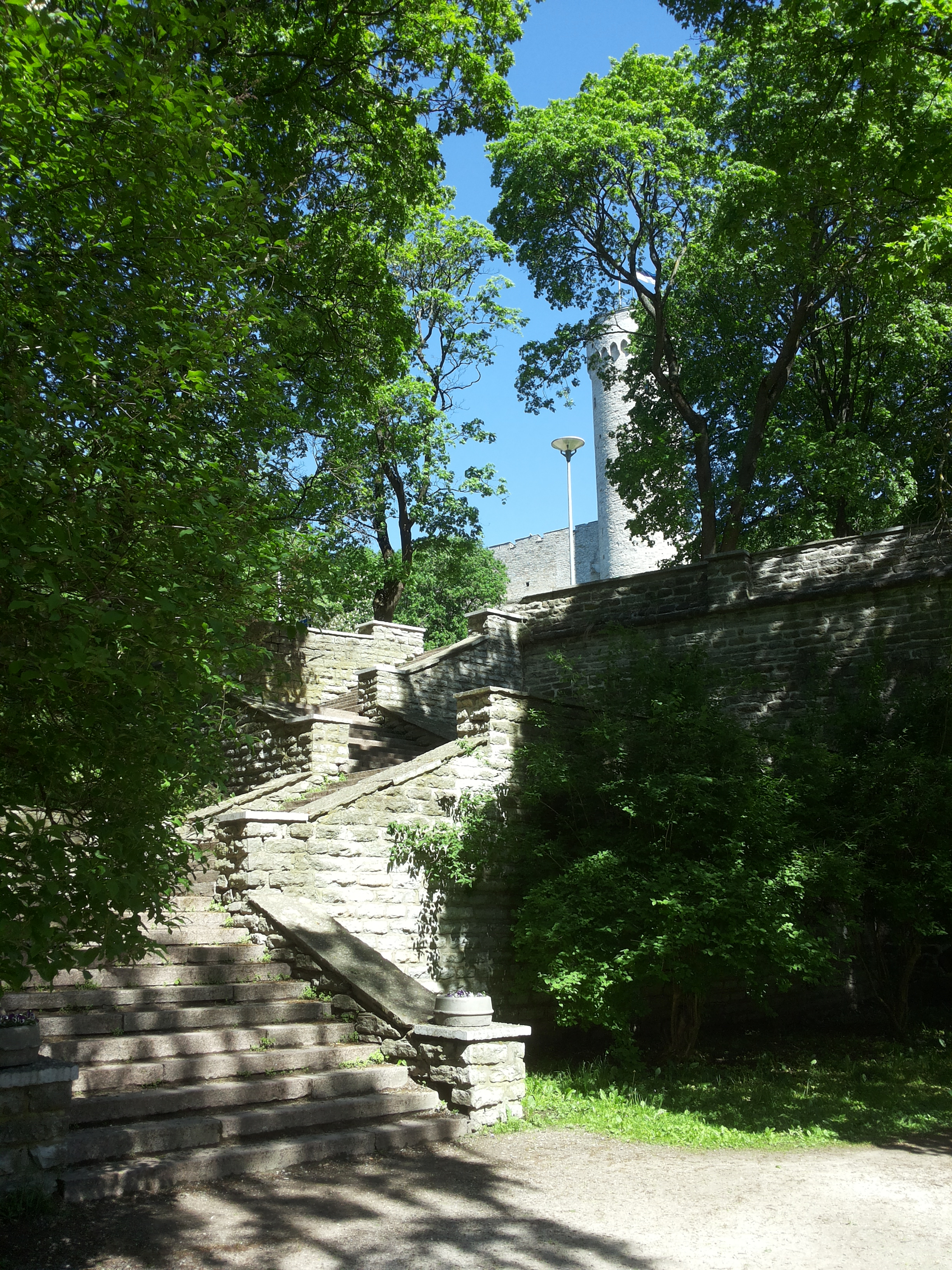
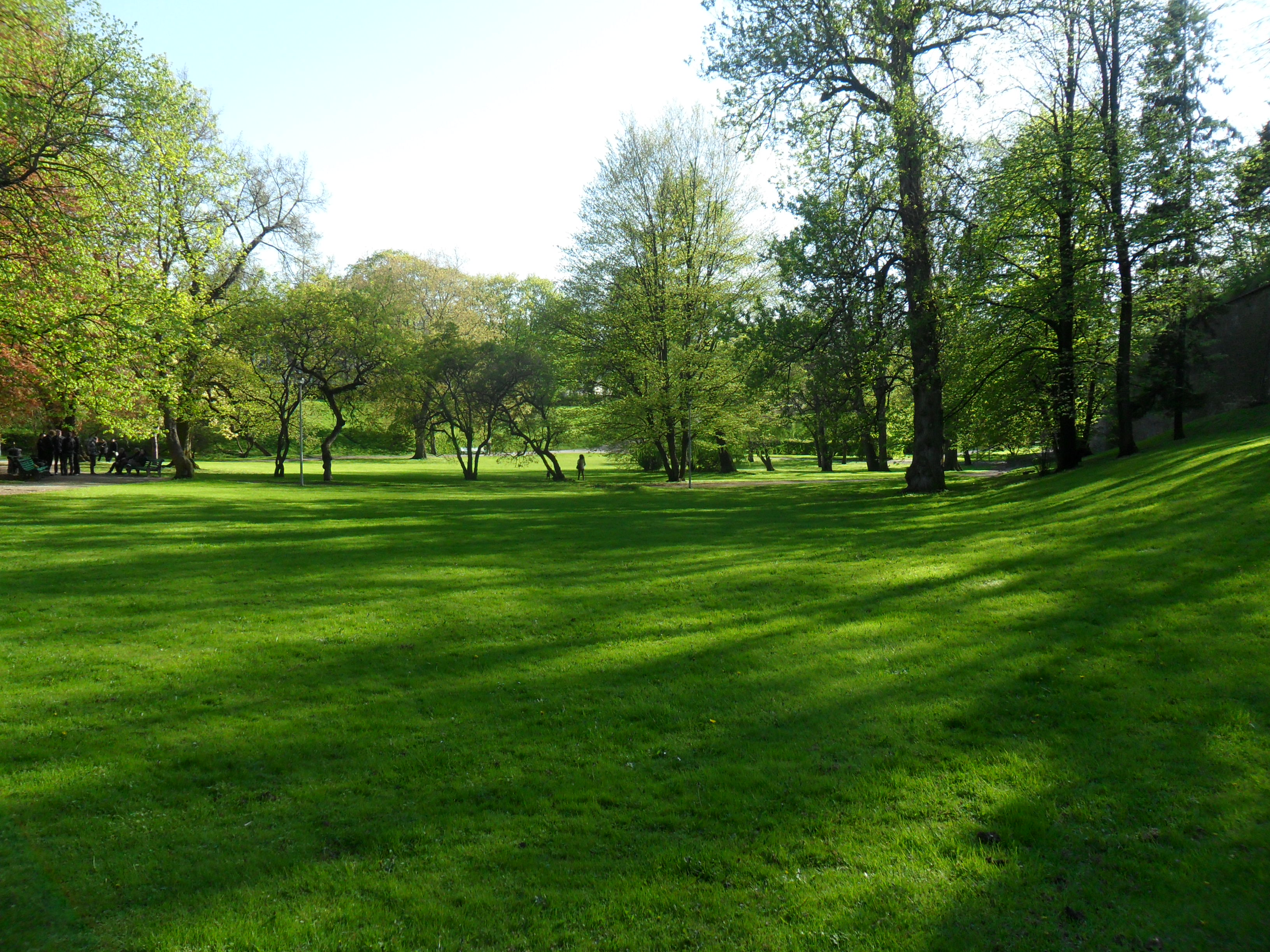